# Kęstutis Dirgėla
Kęstutis Dirgėla (*  9. Mai 1960 in Klaipėda) ist ein  litauischer Politiker.

## Leben
Nach dem Abitur an der Mittelschule absolvierte er 1983 das Diplomstudium an der Fakultät für Radioelektronik am Kauno politechnikos institutas und wurde Ingenieur-Konstruktor und Technologe der Radio-Apparatur.
Von 1983 bis 1987 arbeitete er in Šiauliai, im Betrieb der Mikroelektronik. Von 1987 bis 1992 arbeitete er als Ingenieur in Klaipėda. Ab 1990 lehrte er an der Fakultät für Technik der Klaipėdos universitetas. Von 1992 bis 1996 war er Mitglied im Seimas, von 2000 bis 2001 Generaldirektor des Unternehmens  AB „Lietuvos geležinkeliai“.
10 Jahre sang er im Knabenchor „Gintarėlis“ (in Klaipėda).
1993 war er Mitglied von Tėvynės sąjunga.